# Tiệm may quý ông
Tiệm may quý ông (Laurel Tree Tailors/The Gentlemen of Wolgyesu Tailor Shop; Hangul: 월계수 양복점 신사들; RR: Wolgyesu Yangbogjeom Sinsadeul) là bộ phim truyền hình Hàn Quốc sản xuất năm 2016 với sự tham gia của các diễn viên Lee Dong Gun, Jo Yoon Hee, Cha In Pyo, Ra Mi Ran, Choi Won Young, Oh Hyun Kyung, Hyun Woo. Phim được phát sóng trên KBS2 từ ngày 27 tháng 08, 2016 vào thứ Bảy và Chủ Nhật hàng tuần lúc 19:55 với thời lượng phát sóng là 50 tập.

## Tóm tắt nội dung
Chuyện phim xoay quanh những con người có mối liên hệ với nhau thông qua tiệm may âu phục lâu đời nhất tại Hàn Quốc,Tiệm may Wolgyesu, từ đó mang đến cho người xem thông điệp về tình bạn, tình yêu, sự thành công và những giá trị đích thực của cuộc sống.

## Nhân vật
Nhân vật chính
- Lee Dong Gun vai Lee Dong Jin
- Jo Yoon Hee vai Na Yun Shil
- Shin Goo vai Lee Man Sool
- Cha In Pyo vai Bae Sam Do
- Choi Won Young vai Sung Tae Pyung (Sung Joon)
- Hyun Woo vai Kang Tae Yang

Gia đình Dong Jin
- Kim Young Ae vai Choi Gok Ji
- Oh Hyun Kyung vai Lee Dong Sook
- Goo Jae Yi vai Min Hyo Joo
- Pyo Ye Jin vai Kim Da Jung (con gái Dong Sook)

Gia đình Yun Shil
- Ji Seung Hyun (지승현) vai Hong Ki Pyo
- Jung Kyung Soon vai mẹ của Ki Pyo
- Lee Jung Eun vai Geum Choon Daek
- Ryu Tae Ho vai cha Yun Shil

Gia đình Sam Do
- Ra Mi Ran vai Bok Sun Nyeo
- Park Young Kyu
- Jung Hye Sun

Người của Misa Apparel
- Park Joon Geum vai Han Eun Ji
- Lee Se Young vai Min Hyo Won
- Park Eun Seok vai Min Hyo Sang
- Cha Joo Young (차주영) vai Choi Ji Yun

Khách mời
- Park Jin Joo
- Song Jae Ryong vai người đàn ông mất chân (tập 7)
- Yoo Geum vai một trong 3 người hụ nữ tại Chợ Daejun (tập 7,8)

## Rating
| Ngày phát sóng | Tập     | TNmS (%)   | TNmS (%)   | Nielsen Korea (%) | Nielsen Korea (%) |
| Ngày phát sóng | Tập     | Toàn quốc  | Seoul      | Toàn quốc         | Seoul             |
| -------------- | ------- | ---------- | ---------- | ----------------- | ----------------- |
| 2016-08-27     | 01      | 23.7 (1st) | 21.4 (1st) | 22.4 (1st)        | 22.2 (1st)        |
| 2016-08-28     | 02      | 27.1 (1st) | 25.3 (1st) | 28.1 (1st)        | 27.7 (1st)        |
| 2016-09-03     | 03      | 23.8 (1st) | 22.4 (1st) | 22.2 (1st)        | 21.5 (1st)        |
| 2016-09-04     | 04      | 27.6 (1st) | 26.3 (1st) | 27.6 (1st)        | 26.5 (1st)        |
| 2016-09-10     | 05      | 24.6 (1st) | 21.8 (1st) | 23.9 (1st)        | 23.6 (1st)        |
| 2016-09-11     | 06      | 28.1 (1st) | 24.9 (1st) | 30.2 (1st)        | 30.5 (1st)        |
| 2016-09-17     | 07      | 25.5 (1st) | 21.4 (1st) | 25.5 (1st)        | 25.3 (1st)        |
| 2016-09-18     | 08      | 28.7 (1st) | 25.3 (1st) | 29.4 (1st)        | 28.9 (1st)        |
| 2016-09-24     | 09      | 24.5 (1st) | 22.1 (1st) | 24.8 (1st)        | 23.4 (1st)        |
| 2016-09-25     | 10      | 28.2 (1st) | 25.7 (1st) | 28.7 (1st)        | 28.3 (1st)        |
| 2016-10-01     | 11      | 24.6 (1st) | 21.9 (1st) | 23.2 (1st)        | 21.5 (1st)        |
| 2016-10-02     | 12      | 28.6 (1st) | 25.5 (1st) | 29.3 (1st)        | 29.8 (1st)        |
| 2016-10-08     | 13      | -          | -          | -                 | -                 |
| 2016-10-09     | 14      | -          | -          | -                 | -                 |
| 2016-10-15     | 15      | -          | -          | -                 | -                 |
| 2016-10-16     | 16      | -          | -          | -                 | -                 |
| 2016-10-22     | 17      | -          | -          | -                 | -                 |
| 2016-10-23     | 18      | -          | -          | -                 | -                 |
| 2016-10-29     | 19      | -          | -          | -                 | -                 |
| 2016-10-30     | 20      | -          | -          | -                 | -                 |
| 2016-11-05     | 21      | -          | -          | -                 | -                 |
| 2016-11-06     | 22      | -          | -          | -                 | -                 |
| 2016-11-12     | 23      | -          | -          | -                 | -                 |
| 2016-11-13     | 24      | -          | -          | -                 | -                 |
| 2016-11-19     | 25      | -          | -          | -                 | -                 |
| 2016-11-20     | 26      | -          | -          | -                 | -                 |
| 2016-11-26     | 27      | -          | -          | -                 | -                 |
| 2016-11-27     | 28      | -          | -          | -                 | -                 |
| 2016-12-03     | 29      | -          | -          | -                 | -                 |
| 2016-12-04     | 30      | -          | -          | -                 | -                 |
| 2016-12-10     | 31      | -          | -          | -                 | -                 |
| 2016-12-11     | 32      | -          | -          | -                 | -                 |
| 2016-12-17     | 33      | -          | -          | -                 | -                 |
| 2016-12-18     | 34      | -          | -          | -                 | -                 |
| 2016-12-24     | 35      | -          | -          | -                 | -                 |
| 2016-12-25     | 36      | -          | -          | -                 | -                 |
| 2016-12-31     | 37      | -          | -          | -                 | -                 |
| -              | 38      | -          | -          | -                 | -                 |
| -              | 39      | -          | -          | -                 | -                 |
| -              | 40      | -          | -          | -                 | -                 |
| -              | 41      | -          | -          | -                 | -                 |
| -              | 42      | -          | -          | -                 | -                 |
| -              | 43      | -          | -          | -                 | -                 |
| -              | 44      | -          | -          | -                 | -                 |
| -              | 45      | -          | -          | -                 | -                 |
| -              | 46      | -          | -          | -                 | -                 |
| -              | 47      | -          | -          | -                 | -                 |
| -              | 48      | -          | -          | -                 | -                 |
| -              | 49      | -          | -          | -                 | -                 |
| -              | 50      | -          | -          | -                 | -                 |
| Average        | Average | %          | %          | %                 | %                 |

Source: TNmS Media, Nielsen Korea